# Komparativ ret
Komparativ ret (også kaldet Retssammenligning) den juridiske disciplin, der består i at sammenligne retssystemer i to forskellige lande.
Formålet med at udarbejde et komparativt retligt studium er som oftest at hente inspiration for at udvikle sit eget lands retssystem; eller at tilnærme sit eget lands retssystem til det andet lands retssystem. Komparativ ret blev anvendt allerede i oldtidens græske bystater. Men de seneste årtiers globalisering har øget interessen og behovet for komparative retlige studier.

## De to mest anvendte metoder
De to metoder, som hyppigst anvendes inden for komparativ ret, er den analytiske metode og Länderbericht.
Den analytisk-casebaserede metode undersøger, hvordan to forskellige landes retssystemer løser det samme retlige problem.
Hvorimod Länderbericht går ud på at beskrive hvert lands retssystem; men Länderbericht anvendes kun meget sjældent.